# Катастрофа на Ил-18 на БГА „Балкан“ (1971)
Катастрофата на Ил-18 на БГА „Балкан“ е авиационна катастрофа, станала в 23,40 часа на 21 декември 1971 година при излитане на самолет Ил-18 на БГА „Балкан“ от летище „София“ в София, България.
Самолетът започва извънреден полет за Алжир, когато непосредствено след излитането се накланя рязко наляво и се разбива в пистата. На борда му се намират 62 пътници и 11 членове на екипажа, като 30 души загиват (включително 6 от екипажа), а 23 са ранени. Самолетът е напълно унищожен.
На борда пътуват група артисти, които трябва да участват в дни на българската култура в Алжир. В катастрофата загива популярната певица Паша Христова и композиторът Николай Арабаджиев, а сред оцелелите са композиторката Мария Нейкова, певецът Борис Гуджунов, който е със счупени крайници, и народната певица Янка Рупкина – с леки изгаряния.
Последвалото разследване установява, че катастрофата е предизвикана от неправилен монтаж на въжетата, задвижващи елероните. В продължение на седмица непосредствено преди полета самолетът преминава редовен технически преглед, включващ и подмяна на въжетата. Тя е възложена на двама механици без никакъв опит в подобно обслужване, дадената им инструкция е на руски, който те не разбират, а указанията, които им дава отговорният инженер, са неясни (запитан коя от две възможни схеми да използват, той отговаря на механиците да ползват тази, която им е по-ясна). Самите използвани въжета са с неясен произход и без сертификати. Докладът от разследването отбелязва, че ако бъде публикуван, авиокомпанията би загубила застраховка за 1,5 милиона щатски долара, поради което той остава скрит в продължение на десетилетия.